# Antipodoeciidae
Antipodoeciidae zijn een familie van schietmotten. De familie kent één geslacht.